# Aethephyllum
Genre
Classification phylogénétique
Aethephyllum N.E.Br. est un genre de plante dicotylédone de la famille des Aizoaceae, originaire d'Afrique australe.
Le terme Aethephyllum signifie « à feuille inhabituelle » et se réfère aux feuilles polylobées de ce genre, qui contrastent avec les feuilles à marges régulières habituellement rencontrées chez les Aizoaceae.

## Protologue et Type nomenclatural
Aethephyllum N.E.Br., in Möller's Deutsche Gärtn.-Zeitung 43: 400 (1928)
Type : Aethephyllum pinnatifidum (L.f.) N.E.Br (Mesembryanthemum pinnatifidum L.f.)

## Caractères généraux
Les membres du genre Aethephyllum sont des plantes herbacées annuelles rampantes,,.
- Phyllotaxie : opposée-décussée ; entrenœuds bien développés.

- Tiges : épiderme fortement papilleux.

- Feuilles : peu succulentes, plates avec un léger dièdre à la nervure médiane ; épiderme fortement papilleux ; marges profondément et irrégulièrement sinuées.

- Fleurs : solitaires ; petite taille ; pédoncule allongé, démunis de bractées ; sépales inégaux ; pétaloïdes en deux ou trois cycles, jaune vif ; étamines peu nombreuses (comparativement aux autres Aizoaceae) en cycle unique ; gynécée pentamère, stigmates(5) filiformes.

- Fruit : capsule à dessus plat ; valves ailées terminées par une membrane apicale ; loges très partiellement couvertes, sans tubercules ; graines rugueuses.

- Période de floraison : du cœur de l'hiver au début du printemps ; les fleurs s'ouvrent en milieu d'après-midi et sembles auto-fertiles et éventuellement cleistogames[1].

## Écologie et habitat
- Typologie : thérophyte ; xérophyte (modérément).
- Habitat : sols sableux du fynbos ; plantes pionnières à vie brève après les incendies[2].
- Altitude : ?

## Distribution
Aire réduite :
- Afrique du Sud
  - Western Cape (SW)[2]:
    - Giftberg près de Vanrhynsdorp
    - Cedarberg
    - environs de Tulbagh
    - environs de Paarl
    - environs de Stellenbosch

## Liste des espèces
Aethephyllum est, à ce jour, un genre monotype.
- Aethephyllum pinnatifidum N.E.Br.

## Mise en culture
Les plantes du genre Aethephyllum étant annuelles et fugaces sont très peu cultivées.
Plantes à semer de préférence en hiver pour une floraison au printemps.